# Tony Swatton
Tony Swatton (* in London, England) ist ein britisch-amerikanischer Schwertschmied. Er ist vor allem bekannt durch seine Arbeit bei Filmen und Fernsehsendungen. Er ist außerdem der Ersteller der Webserie Man at Arms, welche er auf der Videoplattform YouTube veröffentlicht.

## Leben
Schon als Siebenjähriger sammelte Swatton Mineralien, die er auch schliff. Dadurch erlernte er die Fertigkeiten eines Goldschmieds. Mit 15 Jahren traf er auf Jody Samson, den Schmied, der das Filmschwert für Conan der Barbar herstellte. Swatton fing an, mit Samson Edelsteine gegen Messer einzutauschen. Swatton bastelte ein Messer aus einer alten Feile und zeigte es anschließend Samson. Samson vermittelte ihm, dass er das falsche Material benutzt habe, um ein funktionelles Messer herzustellen.
Später machte Swatton Kopien von einer klassischen Schmiedeausrüstung, um sie für die Herstellung eines eigenen Helmes zu benutzen. Im Alter von 26 Jahren eröffnete Swatton seinen ersten Laden, genannt Sword and Stone, in North Hollywood, in welchem er Werke an Euro Disney und Michael Jackson verkaufte. 1991 arbeitete er erstmals für einen Film, Hook.
Zwischen 1994 und 1998 arbeitete Samson in Swattons Laden.

## Webserie
Swatton wurde mit in die Webserie Man at Arms involviert, nachdem er sich an den Regisseur gewandt hatte. Der Regisseur suchte nach einem Schmied, welcher zwölf verschiedene Waffen erstellen könnte. Swattons Talent stimmte damit überein. Seine Werke enthalten unter anderem das Zenith Blade von dem Videospiel League of Legends und die eisernen Klauen des Wolverine aus X-Men.

## Privatleben
Swatton ist derzeit verlobt. 2013 erhielt er die amerikanische Staatsbürgerschaft. Swatton gehörte außerdem einst zu den Mitgliedern der Society for Creative Anachronism.

## Filmografie
| Jahr | Titel                                          | Anmerkung         |
| ---- | ---------------------------------------------- | ----------------- |
| 1991 | Hook                                           | Schwertschmied    |
| 1993 | Hot Shots! Der zweite Versuch                  | Schwertschmied    |
| 1995 | Casper                                         | Rüstungen         |
| 1996 | Sabrina – Total Verhext!                       | Schwertschmied    |
| 1996 | The Crow – Die Rache der Krähe                 | Messer            |
| 1996 | Cable Guy – Die Nervensäge                     | Rüstungen         |
| 1997 | Spawn                                          | Rüstungen         |
| 1997 | Buffy – Im Bann der Dämonen                    | Waffen            |
| 1997 | Im Körper des Feindes                          | Messer            |
| 1998 | Blade                                          | Schwertschmied    |
| 1999 | Angel – Jäger der Finsternis                   | Waffen            |
| 2000 | Der Patriot                                    | Schwertschmied    |
| 2000 | Rules – Sekunden der Entscheidung              | Messer            |
| 2001 | Ocean’s Eleven                                 | Schmuckhersteller |
| 2001 | Rush Hour 2                                    | Schwertschmied    |
| 2002 | Ring                                           | Schmuckhersteller |
| 2002 | Spider-Man                                     | Schwertschmied    |
| 2002 | Men in Black II                                | Schwertschmied    |
| 2003 | Pirates of the Caribbean – Fluch der Karibik 2 | Schwertschmied    |
| 2003 | Der letzte Samurai                             | Schwertschmied    |
| 2003 | Matrix Reloaded                                | Schwertschmied    |
| 2003 | Jeepers Creepers 2                             | Rüstungen         |
| 2003 | Das Geheimnis von Green Lake                   | Messer            |
| 2004 | Hellboy                                        | Schwertschmied    |
| 2004 | Scooby Doo 2 – Die Monster sind los            | Rüstungen         |
| 2004 | Spider-Man 2                                   | Messer            |
| 2004 | Blade: Trinity                                 | Rüstungen         |
| 2004 | Van Helsing                                    | Rüstungen         |
| 2005 | Into the Blue                                  | Schwertschmied    |
| 2005 | Die Legende des Zorro                          | Schwertschmied    |
| 2006 | Pirates of the Caribbean – Am Ende der Welt    | Schwertschmied    |
| 2007 | Beowulf                                        | Waffen            |
| 2007 | Fantastic Movie                                | Waffenhersteller  |
| 2010 | Alice im Wunderland                            | Schwertschmied    |
| 2011 | Thor                                           | Requisiten        |
| 2011 | Sucker Punch                                   | Waffen            |
| 2012 | Die Tribute von Panem – The Hunger Games       | Waffen            |